# Macaroeris
Macaroeris je druhově nepočetný rod pavouků z čeledi skákavkovití. Většina druhů tohoto rodu se vyskytuje v Makaronésii (odtud odborný název), v České republice se vyskytuje pouze skákavka sosnová (Macaroeris nidicolens). Pavouci rodu Macaroeris dorůstají délky 4–8 mm.

## Druhy
Je známo následujících devět druhů:
- Macaroeris albosignata Schmidt & Krause, 1996 – Kanárské ostrovy
- Macaroeris asiatica Logunov & Rakov, 1998 – Střední Asie
- Macaroeris cata (Blackwall, 1867) – skákavka bystrá – Madeira, Rumunsko
- Macaroeris desertensis Wunderlich, 1992 – Madeira
- Macaroeris diligens (Blackwall, 1867) – Madeira, Kanárské ostrovy
- Macaroeris flavicomis (Simon, 1884) – skákavka žlutorohá – Řecko, Turecko, Ukrajina
- Macaroeris litoralis Wunderlich, 1992 – Kanárské ostrovy
- Macaroeris moebi (Bösenberg, 1895) – Kanárské ostrovy, Ilhas Selvagens, Madeira, Čína
- Macaroeris nidicolens (Walckenaner, 1802) – skákavka sosnová – Evropa až Střední Asie[2]